# ブラウン・シュガー
ブラウン・シュガーは、日本においては糖蜜を含まない分蜜糖で精製糖である三温糖や中ざら糖糖蜜を含む含蜜糖の黒砂糖などの白色でない砂糖の総称。
上白糖やグラニュー糖や白ざら糖にカラメルを添加したものも含む。
欧米圏ではen:Brown Sugar （fr:Cassonade, カソナード）は、サトウキビの搾り汁を煮沸濃縮し粗糖を析出させ、これを取り除いた蜜であるモラセスにグラニュー糖を添加したものを指すことが多く、モラセスの量が少なく色が薄いlight brown sugarと、量が多く色が濃いdark brown sugarに大別される。広い意味ではRaw SugarやMuscovadoもbrown sugarの一種に含まれる。
英語圏のスラングでは、阿片 英語: opiumまたは、黒人女性を指す。